# Karllangia ornatissima
Karllangia ornatissima är en kräftdjursart som först beskrevs av Albert Monard 1935.  Karllangia ornatissima ingår i släktet Karllangia, och familjen Parastenheliidae. Arten är reproducerande i Sverige.